# Denis Poljakov
Denis Aleksandrovitsj Poljakov (Minsk, 17 april 1991) is een Wit-Russisch voetballer die doorgaans speelt als centrale verdediger. In februari 2025 verruilde hij Dinamo Minsk voor Dynamo Brest. Poljakov maakte in 2010 zijn debuut in het Wit-Russisch voetbalelftal.

## Clubcarrière
Poljakov speelde in de jeugdopleiding van Sjachtsjor Salihorsk, tot hij in 2010 opgenomen werd in het eerste elftal. De verdediger maakte zijn debuut op 3 april 2010, toen met 1–1 gelijkgespeeld werd tegen Dynamo Brest. Eind 2011 maakte Poljakov de overstap naar regerend landskampioen BATE Barysaw. Met BATE werd hij tussen 2012 en 2017 zesmaal op rij landskampioen. Op 30 september 2014 scoorde hij in de UEFA Champions League tegen Athletic Club (2–1 winst), toen hij een doorgekopte hoekschop achter doelman Gorka Iraizoz schoot.
In januari 2018 maakte Poljakov de overstap naar APOEL Nicosia, waar hij voor tweeënhalf jaar tekende. Na een half seizoen en zestien competitieduels werd het contract van Poljakov ontbonden. Hierop keerde de Wit-Rus terug naar BATE Barysaw. Een halfjaar na zijn terugkeer vertrok Poljakov transfervrij naar Oeral, waar hij zijn handtekening zette onder een verbintenis voor de duur van tweeënhalf jaar. In maart 2020 verliet Poljakov de Russische club.
Een halfjaar later tekende hij voor Kairat Almaty om in januari 2022 bij Astana FK te gaan spelen. Deze club verruilde Poljakov een jaar later voor Hapoel Haifa, om in augustus 2024 bij Dinamo Minsk terug te keren in Wit-Rusland en een jaar later te verkassen naar Dynamo Brest.

## Clubstatistieken
| Seizoen | Club                 | Competitie       | Competitie | Competitie | Beker | Beker | Internationaal | Internationaal | Totaal | Totaal |
| Seizoen | Club                 | Competitie       | Wed.       | Dlp.       | Wed.  | Dlp.  | Wed.           | Dlp.           | Wed.   | Dlp.   |
| ------- | -------------------- | ---------------- | ---------- | ---------- | ----- | ----- | -------------- | -------------- | ------ | ------ |
| 2010    | Sjachtsjor Salihorsk | Vysjejsjaja Liha | 28         | 0          | 2     | 0     | —              | —              | 30     | 0      |
| 2011    | Sjachtsjor Salihorsk | Vysjejsjaja Liha | 27         | 0          | 5     | 0     | 2              | 0              | 34     | 0      |
| 2012    | BATE Barysaw         | Vysjejsjaja Liha | 24         | 0          | 1     | 0     | 10             | 0              | 35     | 0      |
| 2013    | BATE Barysaw         | Vysjejsjaja Liha | 16         | 0          | 1     | 0     | 2              | 0              | 19     | 0      |
| 2014    | BATE Barysaw         | Vysjejsjaja Liha | 28         | 4          | 5     | 0     | 10             | 1              | 43     | 5      |
| 2015    | BATE Barysaw         | Vysjejsjaja Liha | 22         | 0          | 2     | 0     | 8              | 0              | 32     | 0      |
| 2016    | BATE Barysaw         | Vysjejsjaja Liha | 21         | 0          | 2     | 0     | 6              | 0              | 29     | 0      |
| 2017    | BATE Barysaw         | Vysjejsjaja Liha | 23         | 2          | 5     | 0     | 10             | 0              | 38     | 2      |
| 2017/18 | APOEL Nicosia        | A Divizion       | 16         | 0          | 2     | 0     | —              | —              | 18     | 0      |
| 2018    | BATE Barysaw         | Vysjejsjaja Liha | 8          | 1          | 0     | 0     | 4              | 0              | 12     | 1      |
| 2018/19 | Oeral                | Premjer-Liga     | 11         | 0          | 2     | 0     | —              | —              | 13     | 0      |
| 2019/20 | Oeral                | Premjer-Liga     | 17         | 0          | 2     | 0     | —              | —              | 19     | 0      |
| 2020    | Kairat Almaty        | Premjer-Liga     | 9          | 1          | 0     | 0     | —              | —              | 9      | 1      |
| 2021    | Kairat Almaty        | Premjer-Liga     | 22         | 2          | 8     | 1     | 12             | 0              | 42     | 3      |
| 2022    | Astana FK            | Premjer-Liga     | 18         | 1          | 4     | 0     | 2              | 0              | 24     | 1      |
| 2022/23 | Hapoel Haifa         | Ligat Ha'Al      | 12         | 0          | 0     | 0     | —              | —              | 12     | 0      |
| 2023/24 | Hapoel Haifa         | Ligat Ha'Al      | 29         | 0          | 7     | 0     | —              | —              | 36     | 0      |
| 2024    | Dinamo Minsk         | Vysjejsjaja Liha | 7          | 0          | 0     | 0     | 2              | 0              | 9      | 0      |
| 2025    | Dynamo Brest         | Vysjejsjaja Liha | 0          | 0          | 0     | 0     | —              | —              | 0      | 0      |
| Totaal  | Totaal               | Totaal           | 338        | 11         | 52    | 1     | 68             | 1              | 416    | 13     |

Bijgewerkt op 12 maart 2025.

## Interlandcarrière
Poljakov debuteerde in het Wit-Russisch voetbalelftal op 17 november 2010 in een vriendschappelijke wedstrijd tegen Oman (0–4 winst). Hij mocht van bondscoach Bernd Stange een kwartier voor tijd invallen. Pas op 7 september 2012 speelde hij zijn tweede duel, met Georgië (1–0 nederlaag). Destijds kreeg hij zijn eerste basisplaats.
| Interlands van Denis Poljakov voor Wit-Rusland | Interlands van Denis Poljakov voor Wit-Rusland | Interlands van Denis Poljakov voor Wit-Rusland | Interlands van Denis Poljakov voor Wit-Rusland | Interlands van Denis Poljakov voor Wit-Rusland | Interlands van Denis Poljakov voor Wit-Rusland |
| №                                              | Datum                                          | Wedstrijd                                      | Uitslag                                        | Competitie                                     | Goals                                          |
| Als speler bij Sjachtsjor Salihorsk            | Als speler bij Sjachtsjor Salihorsk            | Als speler bij Sjachtsjor Salihorsk            | Als speler bij Sjachtsjor Salihorsk            | Als speler bij Sjachtsjor Salihorsk            | Als speler bij Sjachtsjor Salihorsk            |
| ---------------------------------------------- | ---------------------------------------------- | ---------------------------------------------- | ---------------------------------------------- | ---------------------------------------------- | ---------------------------------------------- |
| 1                                              | 17 november 2010                               | Oman – Wit-Rusland                             | 0 – 4                                          | Vriendschappelijk                              |                                                |
| Als speler bij BATE Barysaw                    |                                                |                                                |                                                |                                                |                                                |
| 2                                              | 7 september 2012                               | Georgië – Wit-Rusland                          | 1 – 0                                          | WK 2014 kwalificatie                           |                                                |
| 3                                              | 11 september 2012                              | Frankrijk – Wit-Rusland                        | 3 – 1                                          | WK 2014 kwalificatie                           |                                                |
| 4                                              | 16 oktober 2012                                | Wit-Rusland – Georgië                          | 2 – 0                                          | WK 2014 kwalificatie                           |                                                |
| 5                                              | 15 november 2013                               | Albanië – Wit-Rusland                          | 0 – 0                                          | Vriendschappelijk                              |                                                |
| 6                                              | 18 mei 2014                                    | Iran – Wit-Rusland                             | 0 – 0                                          | Vriendschappelijk                              |                                                |
| 7                                              | 21 mei 2014                                    | Liechtenstein – Wit-Rusland                    | 1 – 5                                          | Vriendschappelijk                              |                                                |
| 8                                              | 4 september 2014                               | Wit-Rusland – Tadzjikistan                     | 6 – 1                                          | Vriendschappelijk                              |                                                |
| 9                                              | 9 oktober 2014                                 | Wit-Rusland – Oekraïne                         | 0 – 2                                          | EK 2016 kwalificatie                           |                                                |
| 10                                             | 12 oktober 2014                                | Wit-Rusland – Slowakije                        | 1 – 3                                          | EK 2016 kwalificatie                           |                                                |
| 11                                             | 30 maart 2015                                  | Gabon – Wit-Rusland                            | 0 – 0                                          | Vriendschappelijk                              |                                                |
| 12                                             | 7 juni 2015                                    | Rusland – Wit-Rusland                          | 4 – 2                                          | Vriendschappelijk                              |                                                |
| 13                                             | 9 oktober 2015                                 | Slowakije – Wit-Rusland                        | 0 – 1                                          | EK 2016 kwalificatie                           |                                                |
| 14                                             | 12 oktober 2015                                | Wit-Rusland – Macedonië                        | 0 – 0                                          | EK 2016 kwalificatie                           |                                                |
| 15                                             | 25 maart 2016                                  | Armenië – Wit-Rusland                          | 0 – 0                                          | Vriendschappelijk                              |                                                |
| 16                                             | 29 maart 2016                                  | Montenegro – Wit-Rusland                       | 0 – 0                                          | Vriendschappelijk                              |                                                |
| 17                                             | 27 mei 2016                                    | Noord-Ierland – Wit-Rusland                    | 3 – 0                                          | Vriendschappelijk                              |                                                |
| 18                                             | 31 mei 2016                                    | Ierland – Wit-Rusland                          | 1 – 2                                          | Vriendschappelijk                              |                                                |
| 19                                             | 31 augustus 2016                               | Noorwegen – Wit-Rusland                        | 0 – 1                                          | Vriendschappelijk                              |                                                |
| 20                                             | 6 september 2016                               | Wit-Rusland – Frankrijk                        | 0 – 0                                          | WK 2018 kwalificatie                           |                                                |
| 21                                             | 7 oktober 2016                                 | Nederland – Wit-Rusland                        | 4 – 1                                          | WK 2018 kwalificatie                           |                                                |
| 22                                             | 10 oktober 2016                                | Wit-Rusland – Luxemburg                        | 1 – 1                                          | WK 2018 kwalificatie                           |                                                |
| 23                                             | 9 november 2016                                | Griekenland – Wit-Rusland                      | 0 – 1                                          | Vriendschappelijk                              |                                                |
| 24                                             | 13 november 2016                               | Bulgarije – Wit-Rusland                        | 1 – 0                                          | WK 2018 kwalificatie                           |                                                |
| 25                                             | 28 maart 2017                                  | Macedonië – Wit-Rusland                        | 3 – 0                                          | Vriendschappelijk                              |                                                |
| 26                                             | 12 juni 2017                                   | Wit-Rusland – Nieuw-Zeeland                    | 1 – 0                                          | Vriendschappelijk                              | 47'                                            |
| 27                                             | 31 augustus 2017                               | Luxemburg – Wit-Rusland                        | 1 – 0                                          | WK 2018 kwalificatie                           |                                                |
| Als speler bij APOEL Nicosia                   |                                                |                                                |                                                |                                                |                                                |
| 28                                             | 6 juni 2018                                    | Wit-Rusland – Hongarije                        | 1 – 1                                          | Vriendschappelijk                              |                                                |
| 29                                             | 9 juni 2018                                    | Finland – Wit-Rusland                          | 2 – 0                                          | Vriendschappelijk                              |                                                |
| Als speler bij BATE Barysaw                    |                                                |                                                |                                                |                                                |                                                |
| 30                                             | 12 oktober 2018                                | Wit-Rusland – Luxemburg                        | 1 – 0                                          | Nations League 2018/19                         |                                                |
| 31                                             | 15 oktober 2018                                | Wit-Rusland – Moldavië                         | 0 – 0                                          | Nations League 2018/19                         |                                                |
| 32                                             | 18 november 2018                               | San Marino – Wit-Rusland                       | 0 – 2                                          | Nations League 2018/19                         |                                                |
| Als speler bij Oeral                           |                                                |                                                |                                                |                                                |                                                |
| 33                                             | 21 maart 2019                                  | Nederland – Wit-Rusland                        | 4 – 0                                          | EK 2020 kwalificatie                           |                                                |
| 34                                             | 24 maart 2019                                  | Noord-Ierland – Wit-Rusland                    | 2 – 1                                          | EK 2020 kwalificatie                           |                                                |
| 35                                             | 8 juni 2019                                    | Wit-Rusland – Duitsland                        | 0 – 2                                          | EK 2020 kwalificatie                           |                                                |
| 36                                             | 11 juni 2019                                   | Wit-Rusland – Noord-Ierland                    | 0 – 1                                          | EK 2020 kwalificatie                           |                                                |
| 37                                             | 6 september 2019                               | Estland – Wit-Rusland                          | 1 – 2                                          | EK 2020 kwalificatie                           |                                                |
| 38                                             | 9 september 2019                               | Wales – Wit-Rusland                            | 1 – 0                                          | Vriendschappelijk                              |                                                |
| 39                                             | 10 oktober 2019                                | Wit-Rusland – Estland                          | 0 – 0                                          | EK 2020 kwalificatie                           |                                                |
| 40                                             | 13 oktober 2019                                | Wit-Rusland – Nederland                        | 1 – 2                                          | EK 2020 kwalificatie                           |                                                |
| 41                                             | 16 november 2019                               | Duitsland – Wit-Rusland                        | 4 – 0                                          | EK 2020 kwalificatie                           |                                                |
| 42                                             | 19 november 2019                               | Montenegro – Wit-Rusland                       | 2 – 0                                          | Vriendschappelijk                              |                                                |
| Als speler bij Kairat Almaty                   |                                                |                                                |                                                |                                                |                                                |
| 43                                             | 14 oktober 2020                                | Wit-Rusland – Kazachstan                       | 2 – 0                                          | Nations League 2020/21                         |                                                |
| 44                                             | 11 november 2020                               | Roemenië – Wit-Rusland                         | 5 – 3                                          | Vriendschappelijk                              |                                                |
| 45                                             | 15 november 2020                               | Wit-Rusland – Litouwen                         | 2 – 0                                          | Nations League 2020/21                         |                                                |
| 46                                             | 18 november 2020                               | Albanië – Wit-Rusland                          | 3 – 2                                          | Nations League 2020/21                         |                                                |
| 47                                             | 24 maart 2021                                  | Wit-Rusland – Honduras                         | 1 – 1                                          | Vriendschappelijk                              |                                                |
| 48                                             | 30 maart 2021                                  | België – Wit-Rusland                           | 8 – 0                                          | WK 2022 kwalificatie                           |                                                |
| Als speler bij Astana FK                       |                                                |                                                |                                                |                                                |                                                |
| 49                                             | 22 september 2022                              | Kazachstan – Wit-Rusland                       | 2 – 1                                          | Nations League 2022/23                         |                                                |
| 50                                             | 25 september 2022                              | Slowakije – Wit-Rusland                        | 1 – 1                                          | Nations League 2022/23                         |                                                |
| 51                                             | 17 november 2022                               | Syrië – Wit-Rusland                            | 0 – 1                                          | Vriendschappelijk                              |                                                |
| 52                                             | 20 november 2022                               | Oman – Wit-Rusland                             | 2 – 0                                          | Vriendschappelijk                              |                                                |
| Als speler bij Hapoel Haifa                    |                                                |                                                |                                                |                                                |                                                |
| 53                                             | 25 maart 2023                                  | Wit-Rusland – Zwitserland                      | 0 – 5                                          | EK 2024 kwalificatie                           |                                                |
| 54                                             | 16 juni 2023                                   | Wit-Rusland – Israël                           | 1 – 2                                          | EK 2024 kwalificatie                           |                                                |
| 55                                             | 19 juni 2023                                   | Wit-Rusland – Kosovo                           | 2 – 1                                          | EK 2024 kwalificatie                           |                                                |
| 56                                             | 9 september 2023                               | Andorra – Wit-Rusland                          | 0 – 0                                          | EK 2024 kwalificatie                           |                                                |
| 57                                             | 12 september 2023                              | Israël – Wit-Rusland                           | 1 – 0                                          | EK 2024 kwalificatie                           |                                                |
| 58                                             | 12 oktober 2023                                | Wit-Rusland – Roemenië                         | 0 – 0                                          | EK 2024 kwalificatie                           |                                                |
| 59                                             | 15 oktober 2023                                | Zwitserland – Wit-Rusland                      | 3 – 3                                          | EK 2024 kwalificatie                           | 69'                                            |
| 60                                             | 21 november 2023                               | Kosovo – Wit-Rusland                           | 0 – 1                                          | EK 2024 kwalificatie                           |                                                |
| 61                                             | 21 maart 2024                                  | Montenegro – Wit-Rusland                       | 2 – 0                                          | Vriendschappelijk                              |                                                |
| 62                                             | 26 maart 2024                                  | Malta – Wit-Rusland                            | 0 – 0                                          | Vriendschappelijk                              |                                                |
| 63                                             | 7 juni 2024                                    | Wit-Rusland – Rusland                          | 0 – 4                                          | Vriendschappelijk                              |                                                |
| Als speler bij Dinamo Minsk                    |                                                |                                                |                                                |                                                |                                                |
| 64                                             | 18 november 2024                               | Bulgarije – Wit-Rusland                        | 1 – 1                                          | Nations League 2024/25                         |                                                |

Bijgewerkt op 12 maart 2025.

## Erelijst
| Competitie       |              |                                          |              |              |
| Competitie       | Aantal       | Jaren                                    |              |              |
| BATE Barysaw     | BATE Barysaw | BATE Barysaw                             | BATE Barysaw | BATE Barysaw |
| ---------------- | ------------ | ---------------------------------------- | ------------ | ------------ |
| Vysjejsjaja Liha | 7            | 2012, 2013, 2014, 2015, 2016, 2017, 2018 |              |              |
| Supercup         | 5            | 2013, 2014, 2015, 2016, 2017             |              |              |
| APOEL Nicosia    |              |                                          |              |              |
| A Divizion       | 1            | 2017/18                                  |              |              |
| Kairat Almaty    |              |                                          |              |              |
| Premjer-Liga     | 1            | 2020                                     |              |              |
| Astana FK        |              |                                          |              |              |
| Premjer-Liga     | 1            | 2022                                     |              |              |
| Dinamo Minsk     |              |                                          |              |              |
| Vysjejsjaja Liha | 1            | 2024                                     |              |              |